# Psary (Nowy Kawęczyn)
Psary ist ein Dorf in Polen, das der Gemeinde Nowy Kawęczyn (Powiat Skierniewicki) in der Woiwodschaft Łódź angehört. Es liegt im Zentrum des Landes – rund 75 Kilometer südwestlich der Landeshauptstadt Warschau.
Es liegt an einem kleinen Neben-Fluss der Rawka.
Die erste schriftliche Erwähnung des Dorfes stammt aus der ersten Hälfte des 15. Jahrhunderts, aber die Ansiedelung in Psary ist wesentlich älter.
Das Dorf hat ca. 50 Einwohner.